# Grammomys aridulus
Grammomys aridulus is een knaagdier uit het geslacht Grammomys dat voorkomt in het westen van Soedan. Deze soort wordt soms in Grammomys macmillani of Grammomys dolichurus geplaatst. G. aridulus is ongeveer even groot als G. dolichurus. De staart is zeer lang. De rug is olijfbruin, de onderkant wit. Op de grens tussen de boven- en onderkant loopt een lichtgele streep. De bovenkant van de kop is grijsbruin. De snorharen zijn zeer lang.
Grammomys aridulus · Grammomys buntingi · Grammomys caniceps · Grammomys cometes · Grammomys dolichurus · Grammomys dryas · Grammomys gigas · Grammomys ibeanus · Grammomys macmillani · Grammomys minnae

Voorlopig in Grammomys geplaatste soorten: Grammomys kuru · Grammomys poensis